# Халваджич, Мирза
Мирза Халваджич (швед. Mirza Halvadžić; 15 февраля 1996, Швеция) — шведский футболист боснийского происхождения, полузащитник клуба «Мьельбю».

## Клубная карьера
Халваджич — воспитанник клубов «Лундс» и «Мальмё». В 2014 году Мирза перешёл в Норрчёпинг. 10 августа 2014 года в матче против «Хельсингборга» он дебютировал в Аллсвенскан лиге. Летом 2015 года для получения игровой практики Халваджич на правах аренды перешёл в «Треллеборг». В начале 2016 года Халваджич вернулся на историческую родину подписав соглашение с «Железничаром» из Сараево. 2 апреля в матче против «Олимпика» он дебютировал в боснийской Премьер лиге. Проведя всего 4 официальных матча, Халваджич покинул клуб уже в октябре. В марте 2017 года подписывает двухлетний контракт с клубом «Мьельбю», выступающем в третьем шведском дивизионе.

## Международная карьера
В 2013 году в составе юношеской сборной Швеции Халваджич занял третье место на юношеском чемпионате Европы в Словакии. На турнире он сыграл в матчах против команд Швейцарии, Австрии, Словакии и России. В том же году Мирза завоевал бронзовые медали юношеского чемпионата мира в ОАЭ. На турнире он сыграл в матчах против Японии, Гондураса, Ирака, Мексики, Аргентины и дважды Нигерии. В поединке против нигерийцев Халваджич забил гол.